# Conrad de Constance
Pour les articles homonymes, voir Conrad.
Conrad de Constance (en allemand : Konrad von Konstanz), également nommé Conrad d'Altdorf, né vers 900 et mort le 26 novembre 975, fut abbé du monastère de Rheinau et évêque de Constance de 934 jusqu'à sa mort. Un saint de l'Église catholique, il est fêté le 26 novembre.

## Biographie
Issu de l'illustre maison des Welf en Souabe, Conrad a reçu sa formation spirituelle au chapitre de la cathédrale de Constance et a adhéré à la communauté des chanoines. Il est élu évêque de Constance en 934, avec le soutien de l'évêque Ulrich d'Augsbourg.
L'évêque Conrad entretient de bonnes relations avec Otton Ier, roi des Romains, et  a participé au couronnement d'Otton le 2 février 962 par le pape Jean XII à Rome. À Constance, il fit bâtir trois églises, St. Paul, St. Lorenz et St. Johann, situées d'après le plan des basiliques majeures de Rome, Saint-Paul-hors-les-Murs, Saint-Jean-de-Latran et Saint-Laurent-hors-les-murs. Il visita trois fois les lieux saints. Il fut canonisé en 1123.

## Légende
Au cours de la célébration de la messe, une araignée tomba dans le calice au moment où Conrad allait communier. Par respect pour la Présence réelle de Dieu dans le vin, il but le contenu du calice. Il s'attendait au pire, car les araignées étaient alors réputées comme poison. Au repas suivant, il ne mangeait rien et on lui demanda la raison. Il répondit: "J'attends un hôte qui doit venir", En effet, quelques instants après, l'araignée sortit de la bouche du saint.

## Attributs
L'araignée tombant dans le calice est l'attribut d'identification de saint Conrad, habillé en évêque.